# Agnieszka Łopacka
Agnieszka Łopacka (ur. 8 października 1973) – polska aktorka teatralna i filmowa.
Absolwentka Wydziału Aktorskiego Państwowa Wyższa Szkoła Filmowa, Telewizyjna i Teatralna im. Leona Schillera w Łodzi. Od 1996 r. aktorka Teatru im. A. Mickiewicza w Częstochowie.

## Role teatralne
- Pannonica Rothschild – Pannonica, reż. Paweł Szumiec, Teatr im. Adama Mickiewicza w Częstochowie[2]
- Troll Wrzeszczek, Lilia – Królowa śniegu, reż. Magdalena Piekorz, Teatr im. Adama Mickiewicza w Częstochowie[3]
- Pani Foxhill – Nagle, zeszłego lata, reż. Krzysztof Knurek, Teatr im. Adama Mickiewicza w Częstochowie[4]
- Tancerka – Czyż nie dobija się koni?, reż. Magdalena Piekorz, Teatr im. Adama Mickiewicza w Częstochowie[5]
- Barbara Smith – Mayday, reż. Wojciech Pokora, Teatr im. Adama Mickiewicza w Częstochowie[6]
- Rachela – Wesele, Stanisław Wyspiański, reż. Adam Hanuszkiewicz, Teatr im. Adama Mickiewicza w Częstochowie
- Madame Volange – Niebezpieczne związki, reż. Ingmar Villqist, Teatr im. Adama Mickiewicza w Częstochowie
- Góralka – Na szkle malowane, reż. Krystyna Janda, Teatr im. Adama Mickiewicza w Częstochowie

## Filmografia

### Filmy
- 1997: Kochaj i rób co chcesz jako kelnerka
- 1997: Darmozjad polski jako Rosjanka, siostra Eryka
- 1997: 100 kilometrów Peryferii (etiuda szkolna) jako Aga

### Seriale telewizyjne
- 2016–2021: Na dobre i na złe jako Sędzia Marchwicka
- 2020: Ojciec Mateusz jako Laura Gęsicka
- 2015: Mąż czy nie mąż jako klientka
- 2015: Na Wspólnej jako wychowawczyni
- 2014: Klan jako Boczarska
- 2008–2010: Barwy szczęścia jako Beata